# Peter Klimanek
Peter Paul Valentin Klimanek (* 21. Mai 1935 in Lohnau; † 22. Dezember 2010 in Dresden) war ein deutscher Physiker.

## Leben
Von 1954 bis 1960 studierte er an der Martin-Luther-Universität Halle-Wittenberg, danach arbeitete er als Wissenschaftlicher Assistent am Institut für Metallkunde und Materialprüfung der Bergakademie Freiberg. 1968 wurde er im Wissenschaftsbereich Physikalische Metallkunde Lektor für Struktur und Gefügeanalyse. 1969 promovierte er.
Im Jahr 1992 verteidigte er seine Habilitationsschrift, im gleichen Jahr wurde er an der TU Bergakademie Freiberg zum Professor für Struktur- und Gefügeanalyse berufen.
Von 1990 bis zu seiner Emeritierung im Jahr 2001 wirkte er als stellvertretender Direktor des Instituts für Metallkunde.
2001 ernannte ihn die Deutsche Gesellschaft für Materialkunde zum Ehrenmitglied.
Peter Klimanek war in seiner Laufbahn (Mit-)Autor von ca. 300 Publikationen, er betreute 34 Dissertationen und über 200 studentische Arbeiten.
Sein besonderes wissenschaftliches Verdienst liegt in der Entwicklung und Anwendung von Methoden der Beugung von Röntgenstrahlen an stark gestörten Kristallen und an Kristallen mit inhomogener Mikrostruktur.